# Protopolybia minutissima
Protopolybia minutissima är en getingart som först beskrevs av Spinosa 1851.  Protopolybia minutissima ingår i släktet Protopolybia och familjen getingar. Inga underarter finns listade i Catalogue of Life.